# Gare des Saules
La gare des Saules est une gare ferroviaire française de la ligne de Choisy-le-Roi à Massy - Verrières, située sur le territoire de la commune d'Orly dans le département du Val-de-Marne en région Île-de-France.
Elle est mise en service en 1967 par la SNCF. Elle est desservie par les trains de la ligne C du RER.

## Situation ferroviaire
Établie à 44 mètres d'altitude, la gare des Saules est située au point kilométrique (PK) 11,721 de la ligne de Choisy-le-Roi à Massy - Verrières, entre les gares de Choisy-le-Roi et d'Orly-Ville. Elle constitue un point particulier pour les TGV empruntant la Grande Ceinture stratégique, du fait d'un aiguillage à sa sortie nord, commandé par le « poste R d'Orly », et se dirigeant vers Valenton et au-delà, ou qui y sont passés.

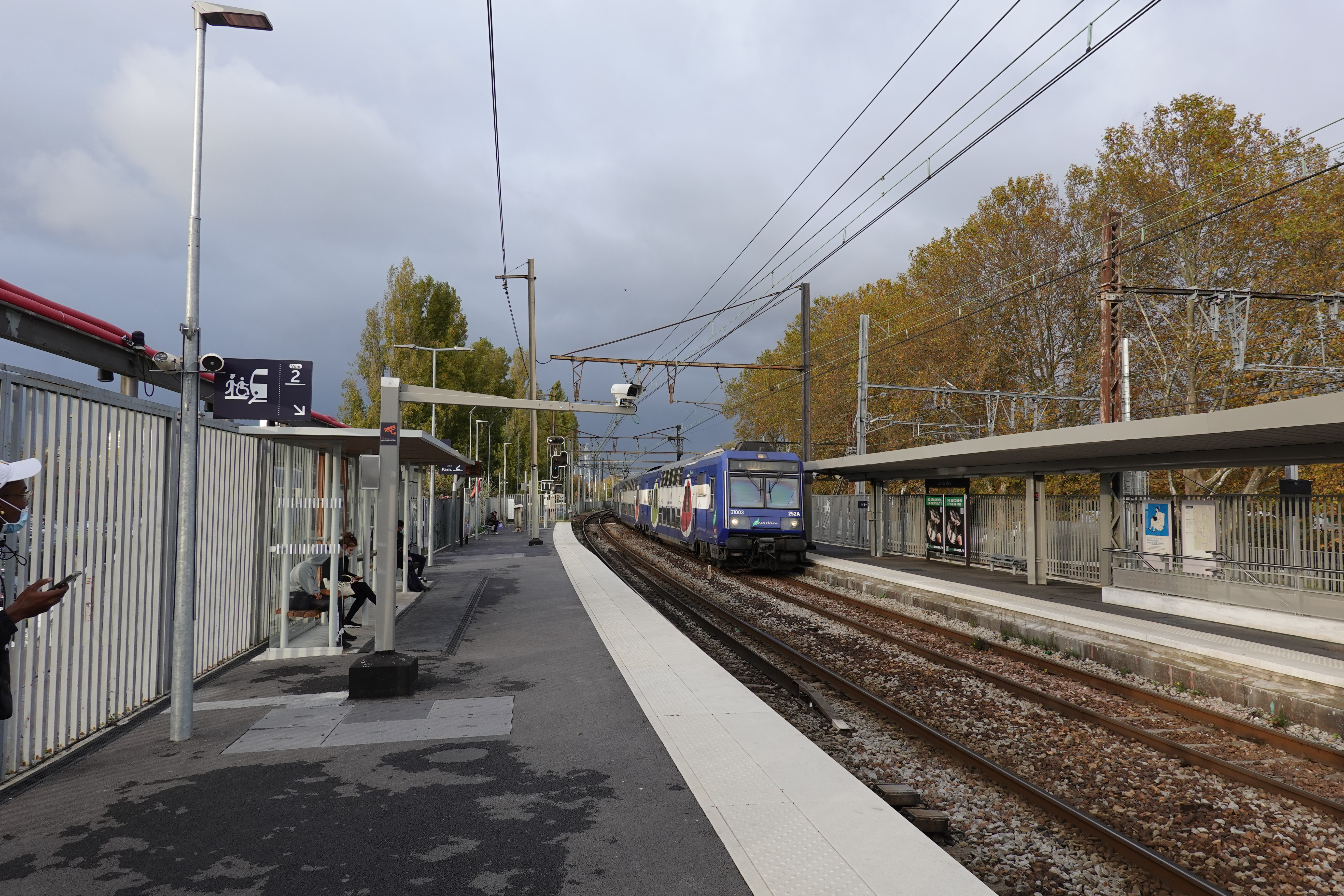
Intérieur de la gare.

## Histoire
La gare des Saules, est mise en service en mai 1967.
En 2022, selon les estimations de la SNCF, la fréquentation annuelle de la gare est de 1 030 114 voyageurs.

## Service des voyageurs

### Accueil
Gare SNCF, elle dispose d'un bâtiment voyageurs, avec guichet, ouvert tous les jours. Elle est notamment équipée d'automates pour l'achat de titres de transport et du système d'information en temps réel. L'accès et la sortie s'effectuent par des escaliers. Des aménagements, équipements et services sont à la disposition des personnes à la mobilité réduite.

### Desserte
Les Saules, située en zone 4, est desservie par des trains de la ligne C du réseau express régional d'Île-de-France (RER).

### Intermodalité
La station est desservie par la  ligne 9 du tramway depuis le 10 avril 2021, qui remplace le bus 183.

## Galerie de photographies

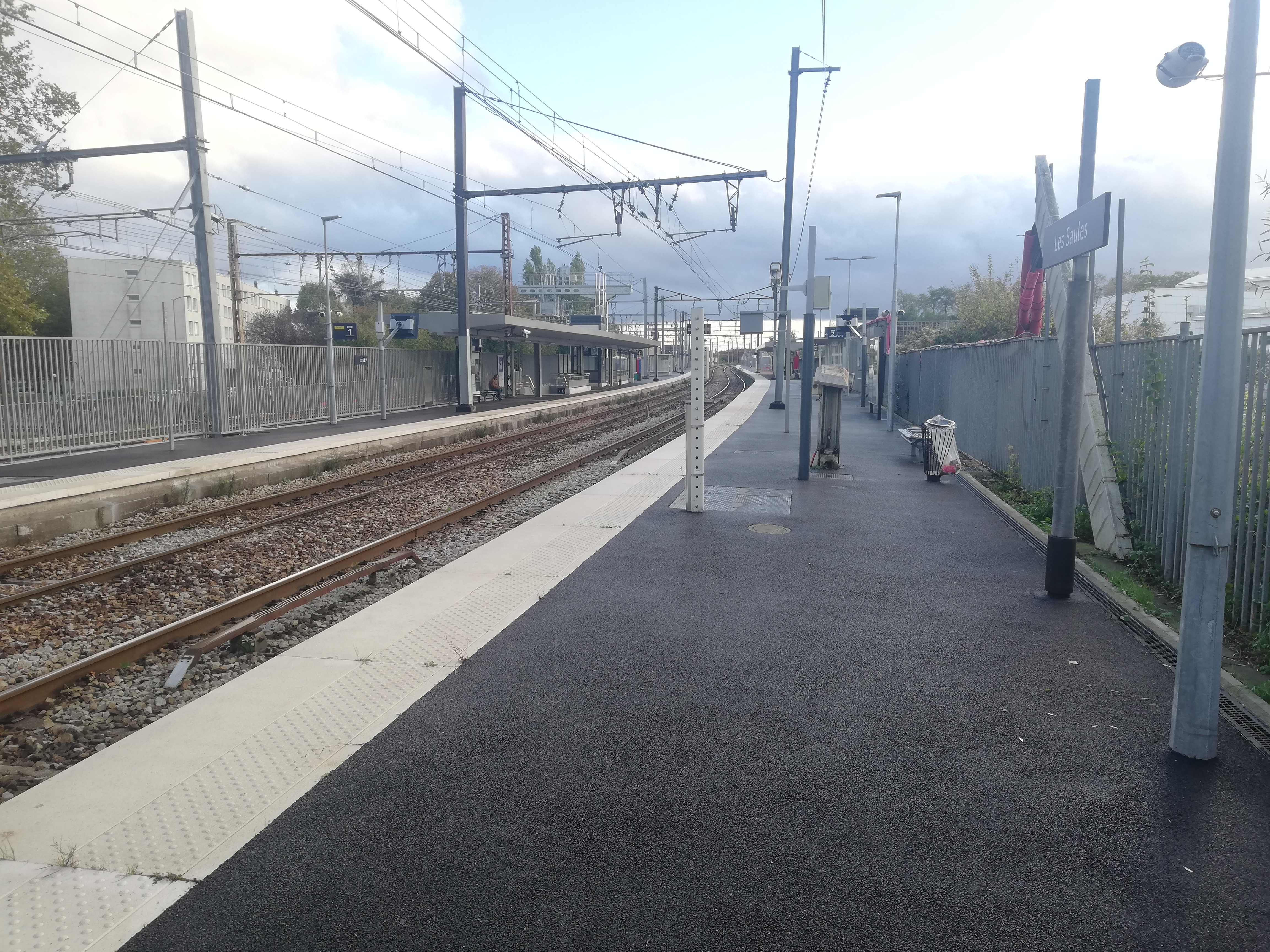
Quais de la gare vus depuis l'extrémité sud.
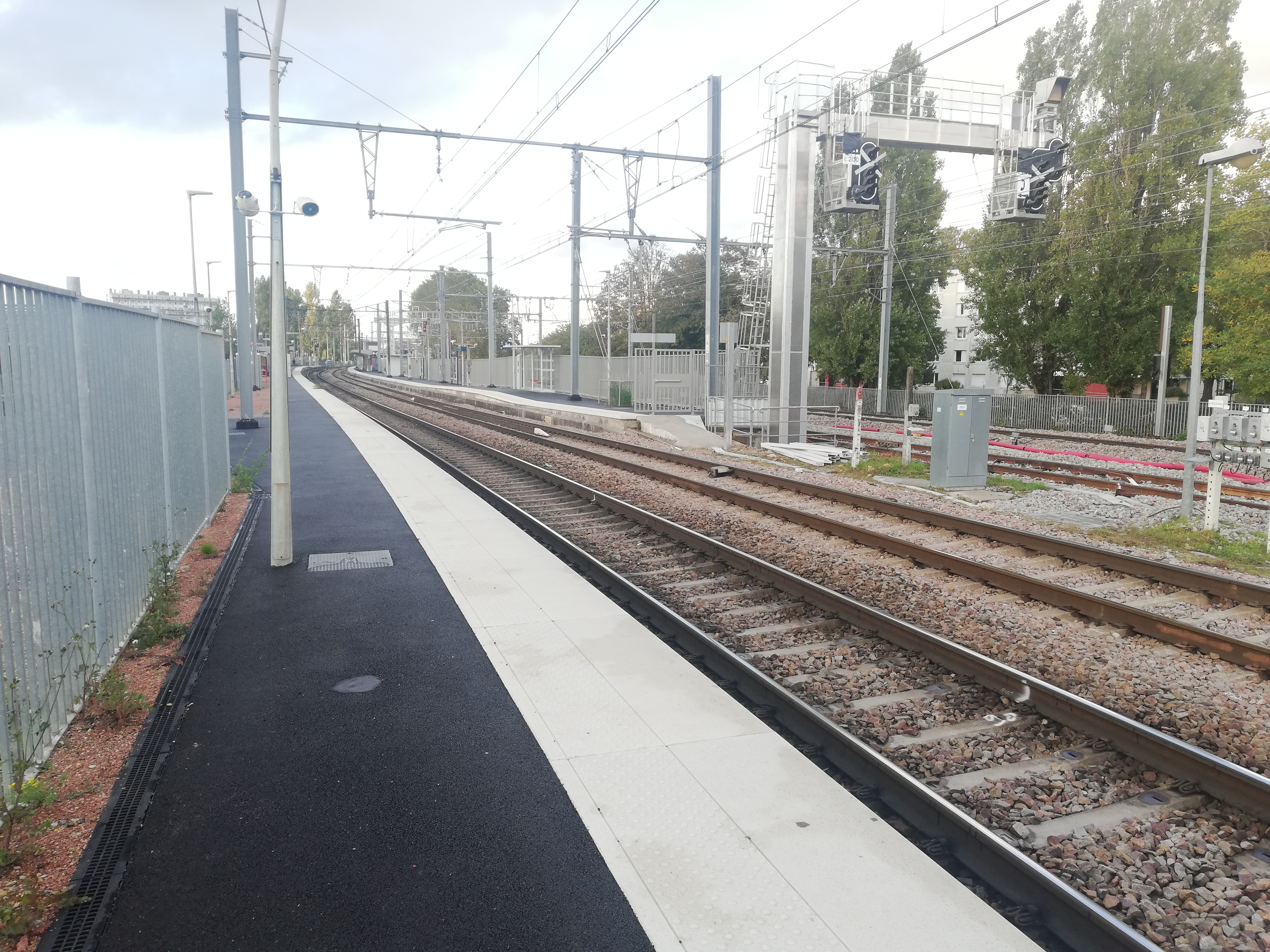
Quais de la gare.
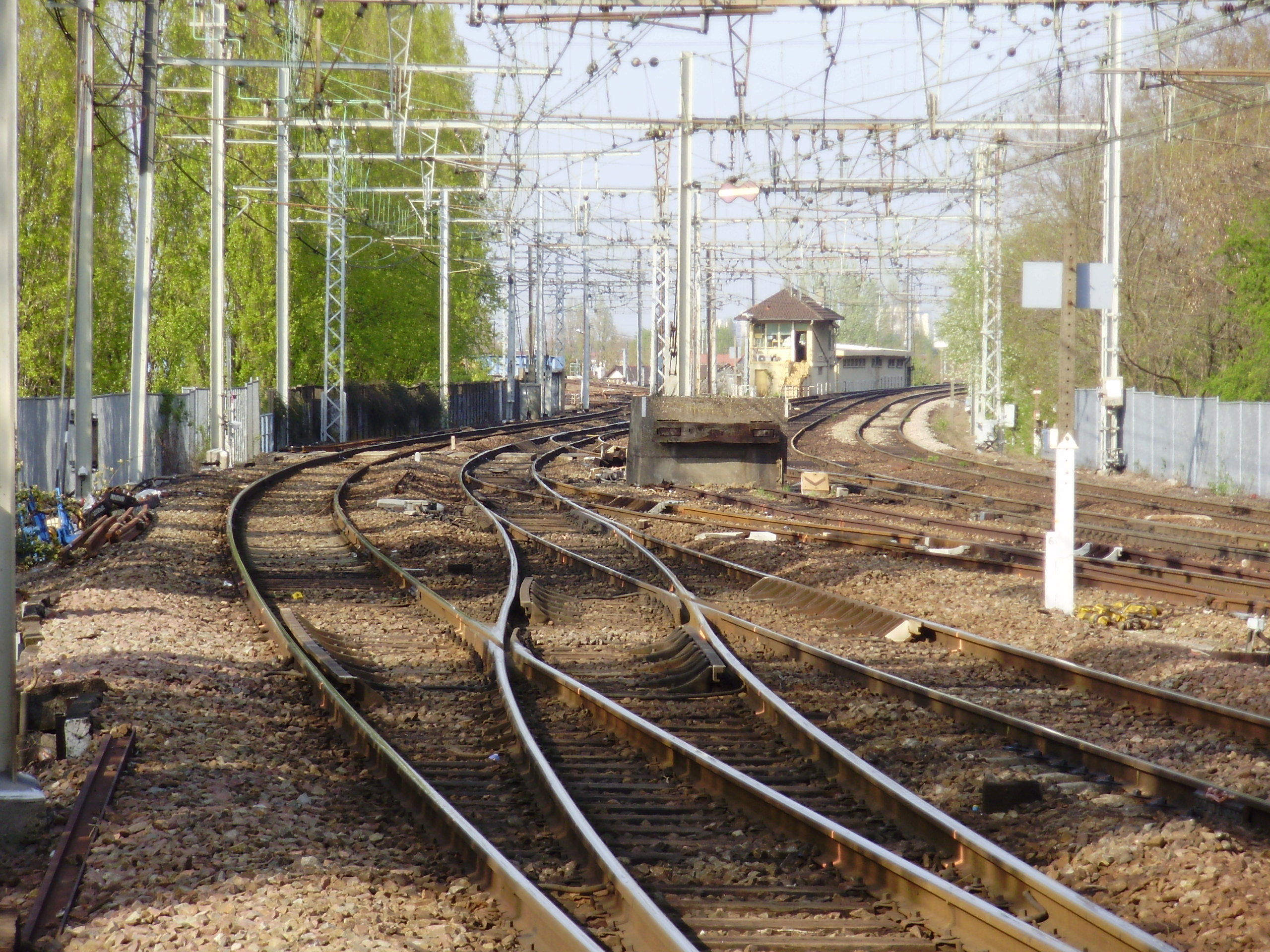
Extrémité nord des quais vers Choisy-le-Roi, à gauche, et Valenton, à droite, avec le « poste R d'Orly » au milieu.
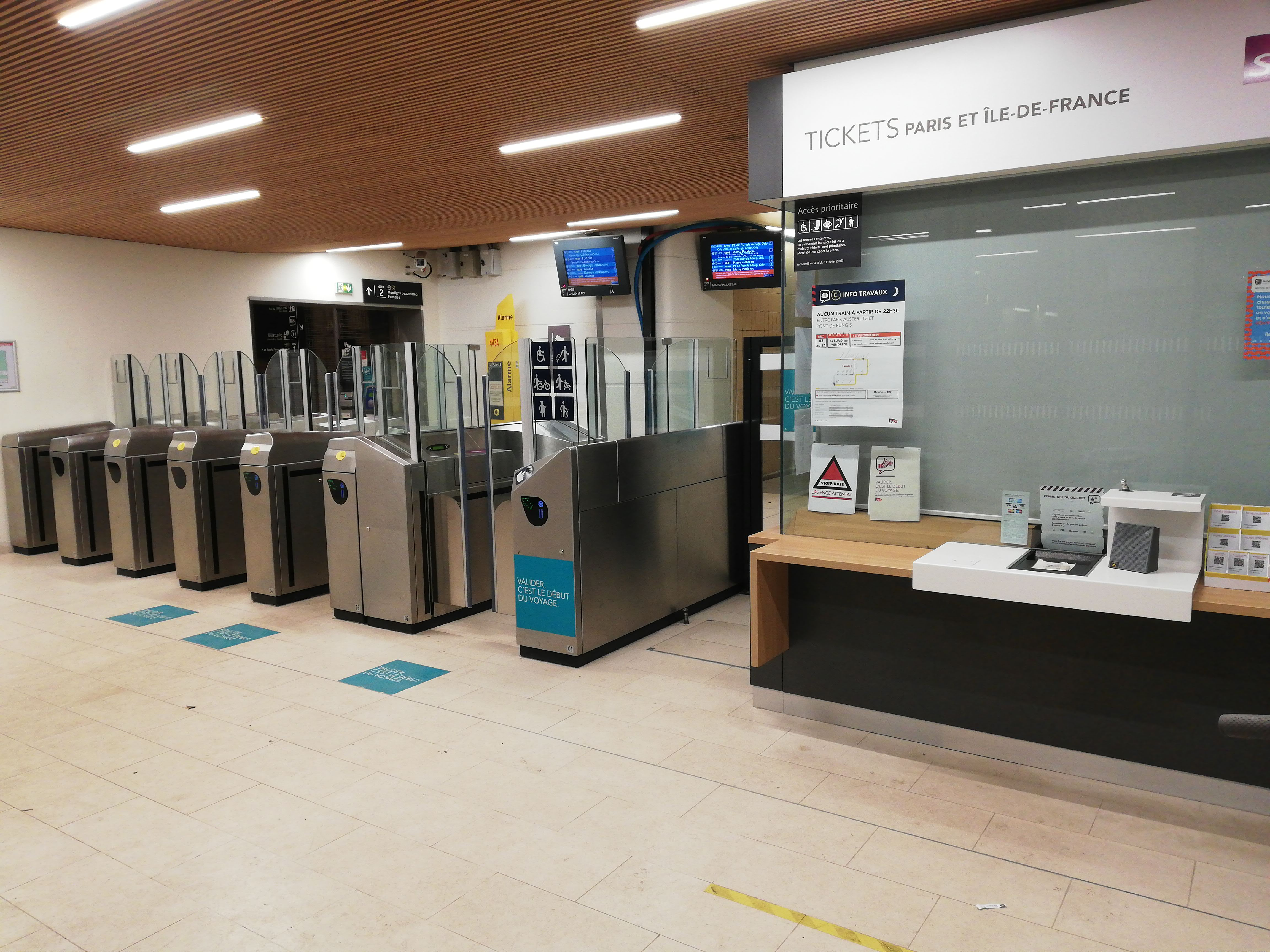
Intérieur du bâtiment voyageurs, guichet et lignes de contrôle.